# Auvers-Saint-Georges
Auvers-Saint-Georges település Franciaországban, Essonne megyében. Lakosainak száma 1250 fő (2022. január 1.). Auvers-Saint-Georges Janville-sur-Juine, Bouville, Chamarande, Étréchy, Morigny-Champigny és Villeneuve-sur-Auvers községekkel határos.

## Népesség
A település népességének változása:
| Lakosok száma | 1304 | 1305 | 1315 | 1283 | 1272 | 1273 | 1272 | 1277 | 1250 |
|               | 2013 | 2015 | 2016 | 2017 | 2018 | 2019 | 2020 | 2021 | 2022 |